# Vrigny (Loiret)
Vrigny é uma comuna francesa na região administrativa do Centro-Vale do Loire, no departamento de Loiret. Estende-se por uma área de 16.14 km². Em 2010 a comuna tinha 831 habitantes (densidade: 51,5 hab./km²).